# Gustaf Brandel (präst)

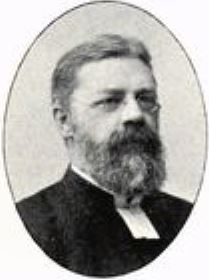
Gustaf Brandel.

Anders Gustaf Brandel, född 24 september 1846 i Våmbs socken, Skaraborgs län, död den 1 februari 1931, var en svensk präst. Han var far till Manne och Elias Brandel.
Brandel, som var son till hemmansbrukaren Per Gustaf Håkansson och Maria Katarina Andersdotter, blev efter avgångsexamen i Skara 1869 student vid Uppsala universitet 1871, erhöll indigenatsrätt i Strängnäs stift 1874 och prästvigdes 1875. Han blev pastorsadjunkt i Turinge församling samma år, tjänste- och nådårspredikant i Södertälje samma år, vice pastor i Järna församling 1876, komminister i Gåsinge församling 1877 (tillträdde 1878) och i Örebro 1887, lasarettspredikant där 1889, var predikant vid länscellfängelset 1893–1896, utnämndes till kyrkoherde i Stora Mellösa församling 1895 (tillträdde 1896) och var kontraktsprost 1898–1922 (som efterträdare till Karl Wilhelm Hedström). Brandel blev ledamot av Nordstjärneorden 1906.